# アンバトゥヴィ鉱山
アンバトゥヴィ鉱山は、マダガスカル内陸部のアラウチャ・マングル地域圏にあるニッケル・コバルト鉱山。1995年にフェルプスドッジ社が採掘権を得て、2004-2005年に権利をカナダ企業の Dynatec Mining Limited 社に売却した。同社がアンバトゥヴィ鉱山を建設し、欧州投資銀行を含む国際プロジェクトとした。Dynatec Mining Limited 社はシェリット・インターナショナル社に買収され、その後、鉱山の運営の大部分が日本の住友商事により担われることになった。
熱帯雨林の中に広さ 1,600 ヘクタールの露天掘り鉱があり、掘り出された鉱石は、ここからスラリー・カナルにより200キロメートル離れたトゥアマシナの精錬所へと運ばれる。精錬所は合計で広さ 750ヘクタールの、残土を埋めるための池沼群を備える。残土の一部は海にも流され、これに抗議する漁民もいる。
2020年にはマダガスカルでも新型コロナウィルス感染症のパンデミックが発生し、鉱山は生産を停止したが、それまでは、毎年60,000トンの精錬済みニッケルと、5,600トンの精錬済みコバルトを生産し続けた。
マダガスカルの歴史の中で、アンバトゥヴィ鉱山は最大の投資案件である。鉱山は10,000人の雇用を生み出し、同国の税収の27パーセントを供出する。その一方で鉱山は環境問題も引き起こしている。